# 盧安戈瓦縣

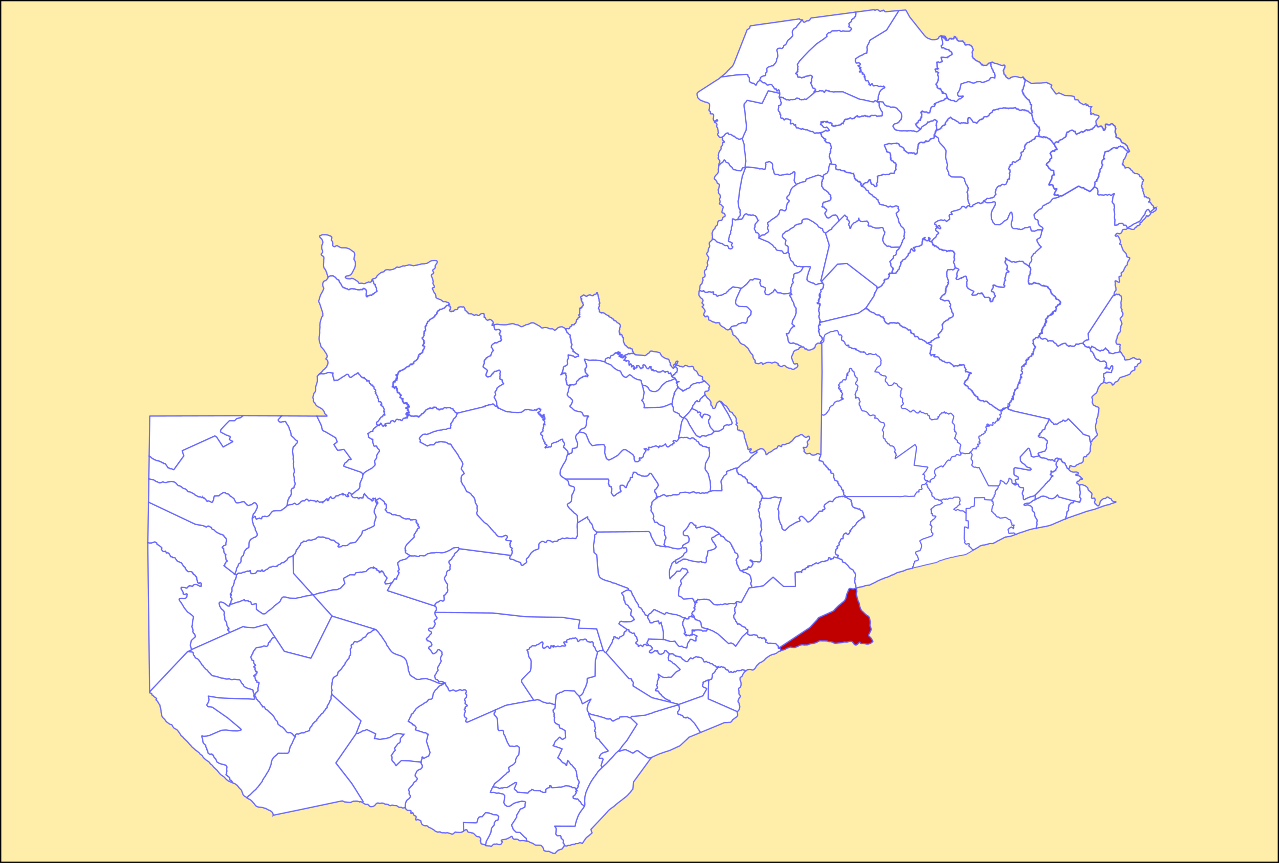

15°25′S 30°05′E / 15.417°S 30.083°E
盧安戈瓦縣（英語：Luangwa District），是贊比亞的縣份，位於該國中南部，由盧薩卡省負責管轄，首府設於盧安戈瓦，面積3,471平方公里，2010年人口24,304，人口密度每平方公里7人。